# ASLAV
ASLAV (Australian Light Armoured Vehicle) – australijska rodzina ośmiokołowych pojazdów opancerzonych, oparta na kanadyjskich wariantach pojazdu Piranha. Pojazdy zostały dostosowane do australijskich wymagań. Wprowadzono je do służby w Australian Army w latach 90. Podobnie jak pierwowzory, są to pojazdy amfibijne.

## Warianty
Do rodziny ASLAV należą:
- ASLAV-25 – bojowy wóz rozpoznawczy oparty konstrukcyjnie na pojeździe LAV-25. Uzbrojony jest w szybkostrzelne działko M242 Bushmaster kal. 25 mm oraz 2 karabiny maszynowe kal. 7,62 mm - jeden sprzężony z działkiem, oraz jeden umieszczony na dachu wieży. Posiada 3-osobową załogę i przystosowany jest do przewozu 6 żołnierzy.
- ASLAV-PC – transporter opancerzony zdolny do transportu 7 żołnierzy. Oparty na kanadyjskim transporterze Bison. Uzbrojenie stanowi wielkokalibrowy karabin maszynowy kal. 12,7 mm umieszczony na dachu. Obecnie wiele transporterów jest dodatkowo dozbrajanych np. w granatniki automatyczne kal. 40 mm umieszczone w wieżyczkach bezzałogowych.
- ASLAV-C – wóz dowodzenia
- ASLAV-S – wariant wyposażony w system rozpoznawczy
- ASLAV-A – opancerzony ambulans
- ASLAV-F – pojazd logistyczny
- ASLAV-R – wóz zabezpieczenia technicznego